# Leontice
- Commons
- Wikispecies

Leontice L. é um género botânico pertencente à família Berberidaceae.

## Espécies
| - Leontice alberti - Leontice alpina - Leontice altaica - Leontice apiifolia - Leontice armeniaca - Leontice brevibracteata - Leontice chrysogonia - Leontice chrysogonum - Leontice darwasica | - Leontice eversmanni - Leontice incerta - Leontice kiangnanensis - Leontice leontopetaloides - Leontice leontopetalum - Leontice microrrhyncha - Leontice minor - Leontice odessana - Leontice oliverii | - Leontice robusta - Leontice robustum - Leontice secunda - Leontice silvatica - Leontice smirnowii - Leontice tempskyana - Leontice thalictrifolium - Leontice thalictroides - Leontice triphylla - Leontice vesicaria |

- Lista completa

## Classificação do gênero
| Sistema | Classificação                     | Referência               |
| ------- | --------------------------------- | ------------------------ |
| Linné   | Classe Hexandria, ordem Monogynia | Species plantarum (1753) |